# Sassey-sur-Meuse
 Sassey-sur-Meuse  es una población y comuna francesa, en la región de Lorena, departamento de Mosa, en el Distrito de Verdún y cantón de Dun-sur-Meuse.

## Demografía
| 150 | 147 | 126 | 119 | 118 | 99 |
| Para los censos de 1962 a 1999 la población legal corresponde a la población sin duplicidades (Fuente: INSEE [Consultar]) |     |     |     |     |    |